# Meyers Chuck
Meyers Chuck és una antiga concentració de població designada pel cens dels Estats Units a l'estat d'Alaska. Segons el cens del 2000 tenia 21 habitants.
Al 2008 es va annexar al nou borough de Wrangell

## Demografia
Segons el cens del 2000, Meyers Chuck tenia 21 habitants, 9 habitatges, i 7 famílies La densitat de població era de 14 habitants/km².
Dels 9 habitatges en un 22,2% hi vivien nens de menys de 18 anys, en un 66,7% hi vivien parelles casades, en un 11,1% dones solteres, i en un 22,2% no eren unitats familiars. En el 22,2% dels habitatges hi vivien persones soles el 22,2% de les quals corresponia a persones de 65 anys o més que vivien soles. El nombre mitjà de persones vivint en cada habitatge era de 2,33 i el nombre mitjà de persones que vivien en cada família era de 2,29.
Per edats la població es repartia de la següent manera: un 9,5% tenia menys de 18 anys, un 0% entre 18 i 24, un 23,8% entre 25 i 44, un 61,9% de 45 a 60 i un 4,8% 65 anys o més.
L'edat mediana era de 50 anys. Per cada 100 dones hi havia 110 homes. Per cada 100 dones de 18 o més anys hi havia 111,1 homes.
La renda mediana per habitatge era de 64.375 $ i la renda mediana per família de 64.375 $. Els homes tenien una renda mediana de 0 $ mentre que les dones 0 $. La renda per capita de la població era de 31.660 $. Cap de les famílies estaven per davall del llindar de pobresa.

## Poblacions més properes
El següent diagrama mostra les poblacions més properes.